# Thyroliberinase
Die Thyroliberinase (auch TRH-Degrading-Ectoenzyme oder TRH-DE) ist eine Metallopeptidase, deren einziges bekanntes Substrat das Thyreoliberin (TRH) ist.
Die Thyroliberinase ist ein Ektoenzym, das auf lactotropen Zellen der Adenohypophyse und Tanycyten (spezialisierte Gliazellen des Hypothalamus) exprimiert wird. Die Regulation wird durch eine Triiodthyronin (T3)-abhängige Feedback-Regulation durchgeführt.